# Касерос (департамент)
Касерос е департамент в Аржентина, разположен в провинция Санта Фе с обща площ 3449 км2 и население 79 096 души (2001). Главен град е Касилда.

## Административно деление
Департамента е съставен от 13 общини.